# Diplusodon rupestris
Diplusodon rupestris är en fackelblomsväxtart som beskrevs av T.B.Cavalc.. Diplusodon rupestris ingår i släktet Diplusodon och familjen fackelblomsväxter. Inga underarter finns listade i Catalogue of Life.